# サロー・ウィットメイア・バロン

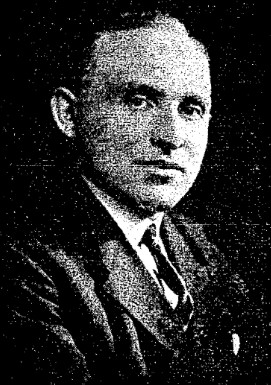
サロー・ウィットメイア・バロン

サロー・ウィットメイア・バロン（ヴィットマイアー＝バローン）（Salo Wittmayer Baron, ヘブライ語: שלום בארון, 1895年5月26日−1989年11月15日）ユダヤ人の歴史家。

## 生涯
オーストリア・ハンガリー帝国のガリチア地方に銀行家の長男として生まれる。家庭は裕福でポーランド語・ドイツ語・イディッシュ語が話され、正統派ユダヤ教に所属していた。
5歳から指導者についてタルムードの勉強を始め、15歳には独自の研究を続けられるようになっていた。1912年からシオニズムの影響を受け、この主題についてガリチアのヘブライ語新聞に記事を発表している。第一次世界大戦にともなって、家族はウィーンへ移住し、サロー自身もウィーンのラビ神学校と大学で歴史・政治学・法律の学位を修得した。1920年、最初の著作『ユダヤ人とウィーン会議 Judenfrage auf dem Wiener Kongress』を出版。
1925年、ウィーンの〈Hirsh Perez Chajes〉で教えていたサローは、そこのラビ長に推挙され、一学期ユダヤの宗教制度についてニューヨークで講義することになり、アメリカで学者としての経歴を築きはじめることになる。1928年に重要なエッセイ『ゲットーと解放　Ghetto and Emancipation』を発表。これはサローの仕事で最も広く知られ、引用されたものの一つである。1929年にコロンビア大学が提供したユダヤの歴史・文学・制度に関する教授職に就くが、おそらくこれは西欧の非宗教的な教育機関で最初に確立された地位であった。とはいえ、サローはユダヤの宗教組織とつながりを持ち続けるが。
1937年、畢生の大著『ユダヤ人の社会と宗教の歴史 Social and Religious History of the Jews』の最初の三巻が出版された。このライフワークはついに完成することがなかったが、中世から近代にいたるユダヤ人の政治・経済・宗教・社会についてあらゆる経験を網羅するという野心的な試みであった。
1942年にはサローの肉親は、すべてナチスの手にかかって殺害されているのだが、第二次世界大戦後までそれを知ることはできなかった。1961年、イェルサレムでおこなわれたアドルフ・アイヒマンの戦争犯罪についての裁判へ、冒頭証人として呼ばれている。ユダヤ文化再建委員会 Jewish Cultural Reconstruction の会長として、ユダヤ諸語の書籍と宗教儀式の用具を取り戻す仕事に尽力する。ハンナ・アーレントとは公私ともに交流があり、ホロコーストの歴史家ラウル・ヒルバーグを教えたこともある。

## 歴史思想
ユダヤの歴史家として、異なる場所に住んだユダヤ人の独自の生き方と性格、それぞれに異なった運命を強調した。そして、ユダヤ人共同体は場所や時代によって異なるが、ユダヤの宗教理念によって結びついているとも考えた。サロー・ウィットメイア・バロンの著書は、研究者に多く引用されユダヤの歴史を語る上で避けて通れないが、未だ邦訳はない。

## 著作
- 『マイモニデスの歴史的概観　The Historical Outlook of Maimonides』（1935年）
- 『ユダヤ人共同体　The Jewish Community』 (全3巻、1942年)
- 『アメリカ合衆国のユダヤ人　Jews of the United States1790–1840: A Documentary History』(Joseph L. Blau編集, 全3巻、1963年)
- 『ユダヤ人の社会と宗教の歴史　A Social and Religious History of the Jews』 (全27巻、第2版、1952–1983年)
- 『マイモニデスについてのエッセイ　Essays on Maimonides』(1979年)